# Posnjakita
La posnjakita es un mineral de la clase de los minerales sulfatos. Fue descubierta en 1967 en un yacimiento en la provincia de Karagandá (Kazajistán), siendo nombrada así en honor de Eugene W. Posnjak, geoquímico estadounidense. Un sinónimo es su clave: IMA1967-001.

## Características químicas
Es un sulfato hidroxilado e hidratado de cobre. Por su aspecto es fácilmente confundible con la langita (Cu4SO4(OH)6·2H2O), más hidratada.

## Formación y yacimientos
Es un mineral secundario que se forma en la zona de oxidación de los yacimientos de minerales del cobre de origen hidrotermal, comúnmente aparece con posterioridad a la excavación de las minas; se puede formar en los montones de escorias de la minería.
Suele encontrarse asociado a otros minerales como: brochantita, langita, devillina, serpierita, woodwardita, wroewolfeíta, auricalcita, azurita, malaquita o calcopirita.